# Acid jazz

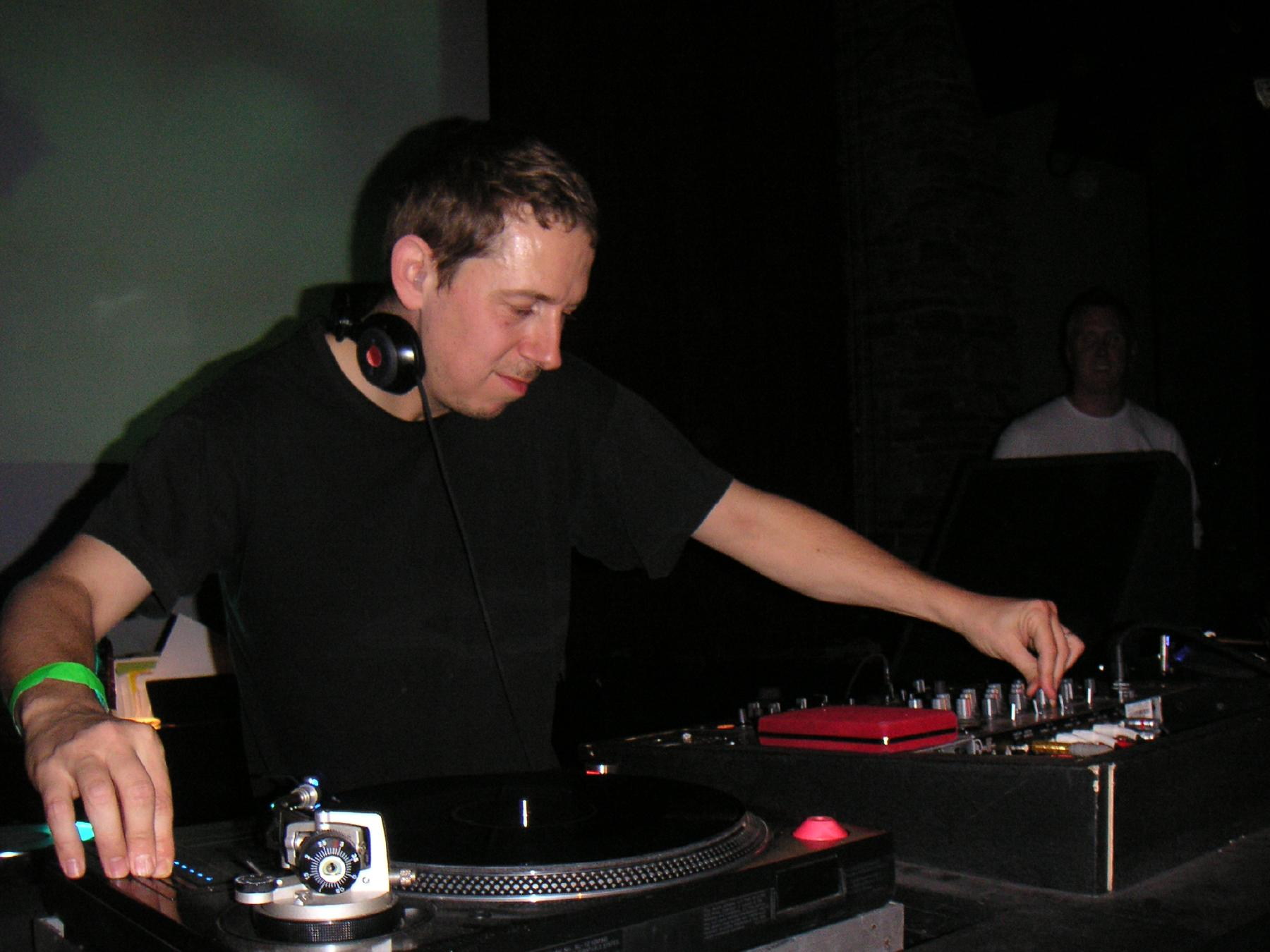
DJ người Pháp Gilles Peterson, người đặt tên cho khái niệm "acid jazz".

Acid jazz, còn được gọi là club jazz, là một thể loại âm nhạc kết hợp các yếu tố của jazz, soul, funk và disco. Acid jazz có nguồn gốc từ rare groove thịnh hành cuối thập niên 1980 tại Anh, sau đó lan ra Mỹ, Tây Âu, Nhật Bản và Brazil. Các nghệ sĩ tiêu biểu của thể loại này có thể kể tới The Brand New Heavies, Incognito, Us3, Jamiroquai, Buckshot LeFonque và Digable Planets. Sự xuất hiện của nhạc cụ điện tử vào giữa thập niên 1990 khiến dòng nhạc này dần yếu thế, và tới thế kỷ 21, thể loại này có thể được coi là không còn tồn tại. Một số tiểu thể loại có liên hệ gần gũi với acid jazz đó là jazz-funk, neo soul, và jazz rap.
Tên thể loại này do DJ người Pháp Giles Peterson nghĩ ra, và lần đầu sử dụng cho các sản phẩm của Bangs, Eddie Piller và Giles. Lý do là vì thể loại này có nhiều điểm chung với acid house rất thịnh hành tại Anh trong thập niên 1980. Sự phát triển của acid jazz có thể được giải thích với việc các DJ và nhà sản xuất âm nhạc muốn pha trộn các nhịp và âm thanh của âm nhạc điện tử với các tác phẩm nhạc jazz từ các thập niên 1960 và 1970 Ngoài ra, cũng có thể kể tới những ban nhạc chịu ảnh hưởng bởi làn sóng nhạc groove.
Acid jazz có những mối tương tác với funk, hip hop và cả nhạc sàn tạo nên những nhịp điệu kích thích và lặp lại. Các nhóm chơi acid jazz thường sử dụng kèn hơi và bộ gõ, và bản thân ca sĩ cũng vừa có thể hát, rap và DJ.